# Ingerthorpe
Ingerthorpe är en by i civil parish Markington with Wallerthwaite, i kommunen North Yorkshire, i grevskapet North Yorkshire, i England. Byn är belägen 5 km från Ripon. Ingerthorpe var en civil parish 1866–1937 när blev den en del av Markington with Wallerthwaite. Civil parish hade 64 invånare år 1931.